# Nika (Diang)
Pour les articles homonymes, voir Nika (homonymie).
Nika est un village du Cameroun situé dans le département du Lom-et-Djérem et la région de l'Est. Il fait partie de la commune de Diang.

## Population
Entre 1966 et 1967, le village comptait 127 habitants, principalement des Bamvele.
Lors du recensement de 2005, on y dénombrait 178 personnes.